# Nkurenkuru
Nkurenkuru ist eine Stadt mit 10.261 Einwohnern (Stand 2023) auf einer Fläche von 49,3099 km² am Südwestufer des Okavango, in der Region Kavango-West, Namibia. Sie ist die kleinste Stadt des Landes und seit dem 9. August 2013 Hauptstadt der neuen Region Kavango-West.
Nkurenkuru ist Residenzstadt der seit dem späten 18. Jahrhundert hier lebenden Uukwangali-Könige und war bis 1936 auch Hauptstadt und Verwaltungssitz des gesamten Gebietes. Letztere Funktionen musste Nkurenkuru infolge der Verlegung der Verwaltung an die zentraler gelegene Stadt Rundu abgeben.
Seit 2007 hat Nkurenkuru den Status einer Stadt mit lokaler Verwaltung.
Auf dem Nkurenkuru gegenüberliegenden Nordostufer des Flusses liegt die Stadt Cuangar in Angola, zu der ein Grenzübergang und Fährverbindung besteht.

## Geschichte

### Vor 1909
Die Geschichte von Nkurenkuru, (veraltet auch Kuring Kuru), RuKwangali: „der alte Ort“, ist eng verknüpft mit der Geschichte des Stamms der Kwangali, dem westlichsten der fünf Königreiche der Kavango. Die Kavango sind ein matrilineares Volk, dessen soziale Struktur seit Jahrhunderten auch Stämme anderer Völker in sich integriert. Zur Zeit des europäischen Imperialismus waren die Uukwangali-Könige (als primi inter pares dieser fünf miteinander verwandten Königsfamilien) erster Kontakt zwischen Europäern und Kavango, und Nkurenkuru für die Region eine Schnittstelle zum Beginn der Neuzeit. Im heutigen Namibia nimmt die Stadt insofern einen historisch bedeutenden Platz ein, entsprechend seiner Bedeutung als „die alte Stadt“.
Älteste Überlieferungen der Kwangali datieren um die Mitte des 18. Jahrhunderts als Uukwangali-Königin (hompa) Mate I. zusammen mit ihrem Volk das alte Stammgebiet bei Mashi am Kwando verlässt, und sich rund 500 km weiter westlich in Makuzu (17° 29′ S, 18° 28′ O), einem Gebiet 20 km nordwestlich von Nkurenkuru, niederlässt. Zur gleichen Zeit zieht ihre Schwester, Mbunza-Königin Kapango auf das südliche Okavangoufer bei Mbunza (17° 52′ S, 19° 22′ O). Durch diese Wanderungen entstehen die zwei westlichen der heute fünf Königreiche der Kavango.
Die Nachfolgerin von Mate I. wird hompa Nankali (1750 bis 1775). Während ihrer Regierungszeit kommt es zu Spannungen zwischen benachbarten Gruppen und die Kwangali ziehen von Makuzu erst nach Sihangu bei Mukukuta und dann weiter nach Karai (dem heutigen Cuangar). Während der Regierung von Hompa Siremo kommt es 1820 zur Gründung von Nkurenkuru, das 1880 unter Königin Mpande zur Residenz der Könige wird. Am 30. Dezember 1886 unterzeichnen Portugal und Deutschland ein bilaterales Abkommen, das die Grenze der portugiesischen Kolonie Angola und DSWA entlang der Mitte des Okavango festlegt. Die Stämme der Kavango, die zu dieser Zeit beidseitig des Okavango siedeln, wurden von diesem Abkommen und dem neuen territorialen Gefüge jedoch nur nachfolgend informiert. Auf der Nordseite beginnen die Portugiesen mit der Errichtung einer Reihe von Forts; unter anderem in Cuangar (Fort Kuangar), in unmittelbarer Nähe zur Residenz der Uukwangali-Könige. Auf der Südseite werden von Namutoni, Grootfontein und dem Caprivizipfel aus, mehrere missionarische und militärische Expeditionen entlang des Flusses unternommen.

### Neuere Geschichte
Am 17. August 1909 kommt es für die südliche Flussseite zu einem Schutzvertrag zwischen dem Bezirksamtmann von Grootfontein, Berengar von Zastrow (* 7. Juni 1876) und König Himarua (1886 bis 1910), mit der gegenseitigen Anerkennung der Oberhoheit Windhuks, aber Grund- und Bodeneigentum der Uukwangali-Könige. Entsprechende Verträge mit den anderen vier Hompas folgten, ebenso wie die Gründung erster Schulen. Infolge dieser auf der Nordseite des Flusses gelegenen Forts und einer von portugiesischer Seite manipulativen Politik gegenüber den Schwarzen siedelten in dieser Zeit nahezu alle Kavango von der Nordseite des Flusses auf die Südseite um. Es entstand hieraus auch eine Konkurrenzsituation der Kolonialmächte, woraufhin am 17. Juni 1910 von deutscher Seite die Polizeistation Nkurenkuru errichtet wurde. Ebenfalls 1910, nur kurz nach Eröffnung der Polizeistation, stirbt Uukwangali-König Himarua und sein Nachfolger wird König Kandjimi Hawanga (bis 1924), der auch familiäre Beziehungen zum Hause der Uukwambi-Könige hat. Diese Polizeistation übernahm in den darauffolgenden Jahren vorwiegend repräsentative Aufgaben, vor allem da die abgelegene Region als wirtschaftlich unrentabel galt; nicht zuletzt aber auch, weil eine seit der Reichstagswahl 1907 rationaler praktizierte Kolonialpolitik weniger Einfluss auf die Bevölkerung nehmen sollte. Bis 1914 entstanden ein paar Backsteinbauten für Station und Personalunterkünfte. Infolge des Ausbruchs des Ersten Weltkriegs und als Vergeltung einer bei Naulila ermordeten deutschen Reisedelegation wurde die Station am 31. Oktober 1914 dazu genutzt, das Fort Cuangar zu stürmen und einzunehmen.
1917 wird die deutsche Polizeistation aufgelöst und erst durch eine provisorische britische Militärverwaltung und ab April 1921 durch eine permanente Mandatsverwaltung für Südwestafrika ersetzt. In den Jahren 1917 bis 1919 werden infolge schlechter Ernten am Okavango vermehrt Arbeiter nach Grootfontein abgeworben. Die Schaffung der südwestafrikanischen Verwaltung hatte eine erweiterte politische Präsenz zur Folge und Nkurenkuru wird 1921 zur Hauptstadt des von der Mandatsverwaltung geschaffenen Distriktes Kavango erklärt. Bereits 1936 wird diese Verwaltung jedoch in das neu gegründete Rundu verlegt, und Nkurenkuru fiel in den darauffolgenden 50 Jahren zunehmend in Bedeutungslosigkeit. Während des Bürgerkriegs in Angola wird nordwestlich von Nkurenkuru eine Militärbasis der südafrikanischen Streitkräfte eingerichtet, und 1977 ist die Stadt Aufnahmeort für rund 700 angolanische UNITA-Flüchtlinge aus Cuangar. Als Grenzstadt blieb Nkurenkuru bis 2002 vom Bürgerkrieg im Nachbarland betroffen.
1988 wird unter Mithilfe der Evangelisch-Lutherischen Kirche Finnlands die Oberschule in Nkurenkuru gegründet und seit der Unabhängigkeit Namibias im Jahre 1990 erhält der Ort beschränkte finanzielle Unterstützung aus der Regionshauptstadt Rundu und von der namibischen Regierung in Windhoek. Besonders profitiert Nkurenkuru jedoch von der seit Anfang des Jahrtausends im Sinne der Dezentralisierung praktizierten Politik Namibias, in der Nkurenkuru seit 2006 wieder Stadt ist und nach Rundu zum zweiten städtischen Zentrum des Kavango erklärt wurde.

## Politik und Verwaltung
Das Stadtgebiet von Nkurenkuru gliedert sich in den Hauptort und den Stadtteil Kafuma. Das Stadtzentrum besteht aus der Hauptstraße entlang des Flusses und einer T-Kreuzung/westlichen Abzweigung Richtung Oberschule und Mpungu. Neben der Nkurenkuru Beach bestehen am Flussufer noch kleine Obstgärten und Bootswerften.
Unmittelbarer nordwestlich liegen die Ansiedlungen Anund Musu, weitere (informelle) Siedlungen sind Kakuro, Kuliuka und Siyena/Kahenge. Südlich der Stadt besteht ein knapp 18.000 Hektar großes Waldgebiet.

### Kommunalverwaltung
Bei den Kommunalwahlen 2020 wurde folgendes amtliche Endergebnis ermittelt.
| Partei    | Stimmen | Stimmenanteil | Sitze |
| --------- | ------- | ------------- | ----- |
| SWAPO     | 1050 ▼  | 92,6 % ▼      | 7 ▬   |
| IPC       | 55      | 4,9 %         | 0     |
| RP        | 20 ▼    | 1,8 % ▼       | 0 ▬   |
| APP       | 9       | 0,8 %         | 0     |
| Insgesamt | 1134    | 100 %         | 7     |

## Wirtschaft und Verkehr
Nkurenkuru ist im Vergleich zu anderen Städten in Namibia immer noch weit unterentwickelt. So wie viele Städte im Norden litt es lange Zeit an einer schlechten Erschließung und den politischen Unruhen im Nachbarland Angola. Die Wirtschaft Nkurenkurus war bis dahin geprägt von landwirtschaftlichen Kleinunternehmern mit nur wenigen allgemeinen Dienstleistungen. Es bestanden damals neben einem Postamt, zwei Schulen, einem kleinen Krankenhaus und einer Tankstelle nur wenige weitere Geschäfte.
Seit der Unabhängigkeit Namibias 1990 profitierte Nkurenkuru nur langsam von nationalen Infrastrukturverbesserungen. Erst die politischen Dezentralisierungsmaßnahmen der namibischen Regierung, die landesweit einer sich zunehmenden Landflucht in die größten Städte entgegenlaufen sollen, verhelfen dem Ort zu einem wirtschaftlichen Aufschwung. Mit der Erklärung zur Stadt im Jahre 2006 erhielt Nkurenkuru Mittel zum Aufbau einer Stadtverwaltung, zusätzliche Mittel für Investitionen in eine technische Infrastruktur und öffentlichen Einrichtungen, was auch zu mehr Arbeitsplätzen führte. Zu den bedeutendsten Investitionen zählen derzeit der Ausbau der 140 km langen Uferstraßen D3405 und Nationalstraße B10 nach Rundu in eine asphaltierte Straße sowie eine künstliche Bewässerungsanlage zur besseren landwirtschaftlichen Nutzung des Umlandes. Seitdem erfolgten auch Investitionen von privatwirtschaftlicher Seite wie die Eröffnung weiterer Banken und Geschäfte (u. a. Bank Windhoek) sowie erste Gästehäuser und Lodges entlang des Flusses (u. a. Sunshine River Guest House).
Durch das Kanuni Arts and Crafts Centre und den Nkurenkuru Open Market erhielt die Stadt ein zentrales Forum zur Förderung des Kunsthandwerks (insbesondere der hier arbeitenden Kavango-Holzschnitzer) und einen zentralen Straßenmarkt für Fischer, Landwirte und Kleinunternehmer der Region.
Der rund 20 km südlich der Stadt liegende Flugplatz Nepara ist eine ehemalige südafrikanische Luftstreitkräftebasis und kann von kleineren Maschinen aus ganz Namibia angeflogen werden. Des Weiteren bestehen ein unmittelbarer Grenzübergang über den Fluss per Fähre und rund 35 km nordwestlich von Nkurenkuru der Straßen-Grenzübergang Katwitwi.

## Bildungseinrichtungen
Im September 2015 begann der Bau eines Campus der International University of Management in Nkurenkuru.
- ELCIN Nkurenkuru High School
- Nkurenkuru Combined School
- Nkurenkuru Junior School
- Nkurenkuru Junior Primary School

## Söhne und Töchter
- Sirkka Ausiku (* 1964), Regionalgouverneurin
- Rosalia Nghidinwa (1952–2018), Innenministerin
- Elijah Ngurare (* 1970), Premierminister